# سلعة (جنس)
سُلْعَة (الاسم العلمي: Marasmius)، جنس فطور مؤذية من فصيلة المراسمية. أنواعه 500 تركب نباتات المناطق الحارة أخصها الحرجية وبعض النباتات المروية منها الموز وقصب السكر.

## الأنواع
- سلعة الموز
- سلعة المصان